# Sorghastrum balansae
Sorghastrum balansae är en gräsart som först beskrevs av Eduard Hackel, och fick sitt nu gällande namn av Patricia D. Dávila. Sorghastrum balansae ingår i släktet Sorghastrum och familjen gräs. Inga underarter finns listade i Catalogue of Life.